# Мавзолей Зубайды

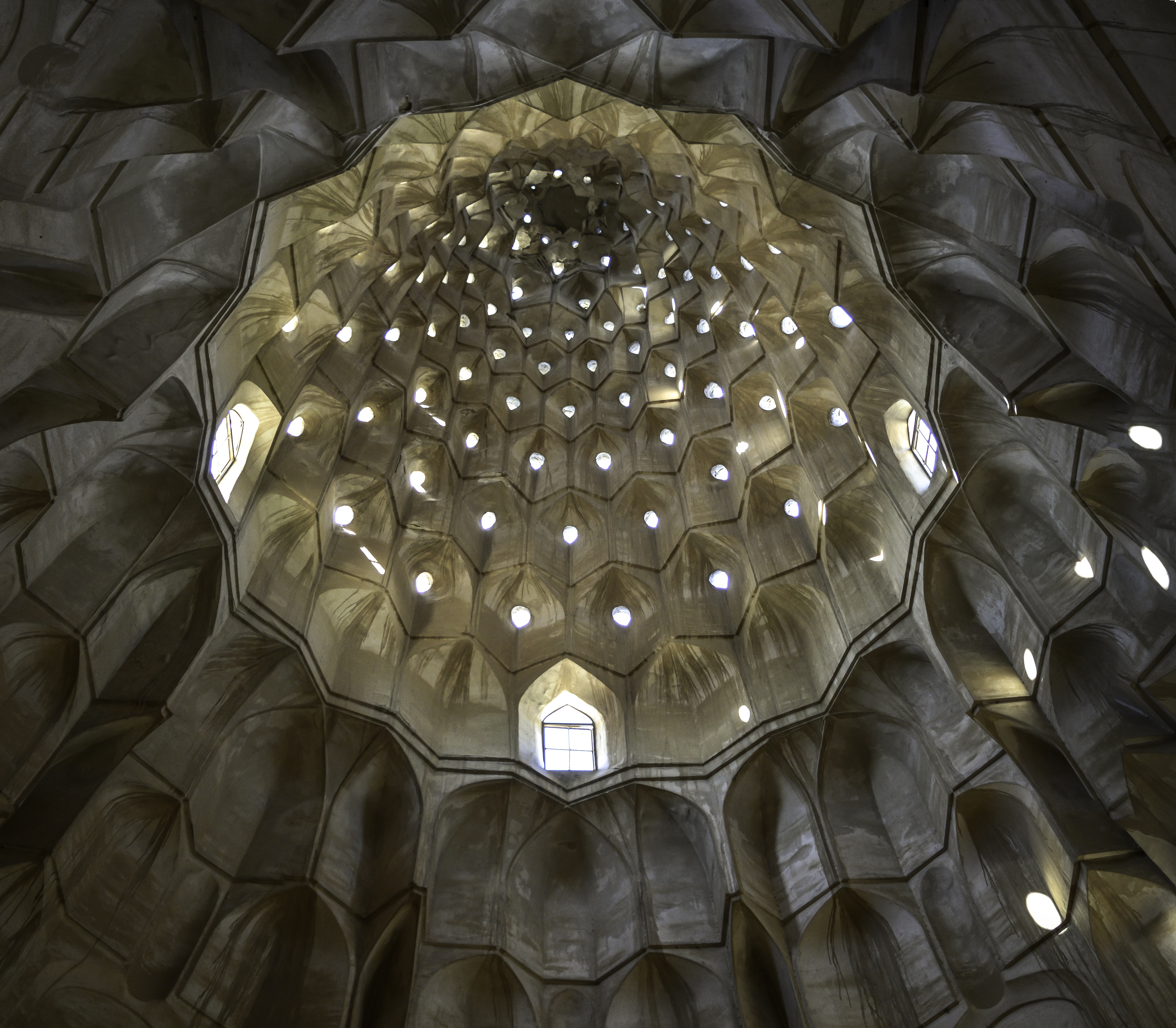
Сотовый свод

Мавзолей Зубайды (мечеть Зумруд-хатун, (араб. جامع زمرد خاتون‎)) — кирпичная гробница 1-й половины XIII века на большом некрополе в исторической части Багдада. Редкий образец исламской средневековой погребальной архитектуры.

## История
В народных поверьях приписывается Зубайде из династии Аббасидов, любимой жене великого халифа Гаруна ар-Рашида. Эта женщина славилась своей чрезмерной религиозностью и щедростью. Именно благодаря ей были построены водоемы и караван-сараи для караванов, путешествовавших в Мекку
. Ее лик был изображен на редкой монете дирхем, датированный 195 годом Хиджры (810/811 год), когда Зубайда отмечала свой пятидесятилетний юбилей. На самом деле Зубайда умерла примерно за 400 лет до сооружения этой усыпальницы и была похоронена в основанном Аль-Мансуром кладбище халифов-курайшитов.
Предполагается, что в действительности мавзолей начала строить приблизительно в 1193 г. Зумруд-хатун (ум. 1202) — жена аббасидского халифа аль-Мустади и мать его сына и преемника ан-Насира (1180—1225)
.
До XVIII века вблизи с мавзолеем находились рибат и медресе, построенные по просьбе Зумруд-хатун.

## Архитектура
Здание имеет выразительную форму стройного восьмигранника с высоким коническим шатром-пирамидой. Шатер выполнен ниспадающими вверх рядами рельефных выпуклых ячеек-ниш (мукарн), которые заполняют промежутки между расставленными в шахматном порядке сталактитовыми окнами. В каждой ячейке есть небольшое отверстие, через которое свет проникает внутрь здания и создает яркий эффект, напоминающий звездное небо.
В основе этого светового решения лежит строгий математический расчет.
И восьмиконечная звезда в зените шатра, и его восьмигранная основа, и план восьмигранника усыпальницы начертаны путем построения из общего центра двух одинаковых квадратов, совмещенных под углом 45 градусов.
Высокие конические ячейки купола, плоские квадратные ниши, сталактитовые окна — всем элементам этого религиозного строения характерны черты айванной композиции, так широко применяемой для медресе.
Два десятилетия спустя в Багдаде на восточном берегу Тигра было возведено подобное сооружение в честь суфийского шейха Абу Хафс Умара ас-Сухраварди (1145 —1234 годы).